# Hypolimnas jaluita
Hypolimnas jaluita är en fjärilsart som beskrevs av Hans Fruhstorfer 1903. Hypolimnas jaluita ingår i släktet Hypolimnas och familjen praktfjärilar. Inga underarter finns listade i Catalogue of Life.